# Alexandra Escobar
María Alexandra Escobar Guerrero (* 17. Juli 1980 in Esmeraldas) ist eine ecuadorianische Gewichtheberin.

## Karriere
Alexandra Escobar nahm an den Olympischen Sommerspielen 2008 teil, wobei sie den fünften Rang in der Kategorie bis 58 kg mit einer Gesamtleistung von 223 kg erringen konnte. Bei den Olympischen Sommerspielen 2004 wurde sie Siebte in der Kategorie bis 58 kg mit 215 kg. Sie gewann die Bronzemedaille bei der Weltmeisterschaft 2001 in der Kategorie bis 53 kg mit einer Gesamtleistung von 205 kg. Während der Eröffnungsfeier war sie, gemeinsam mit dem Boxer Julio Castillo, die Fahnenträgerin ihrer Nation.